# Polana Sosny

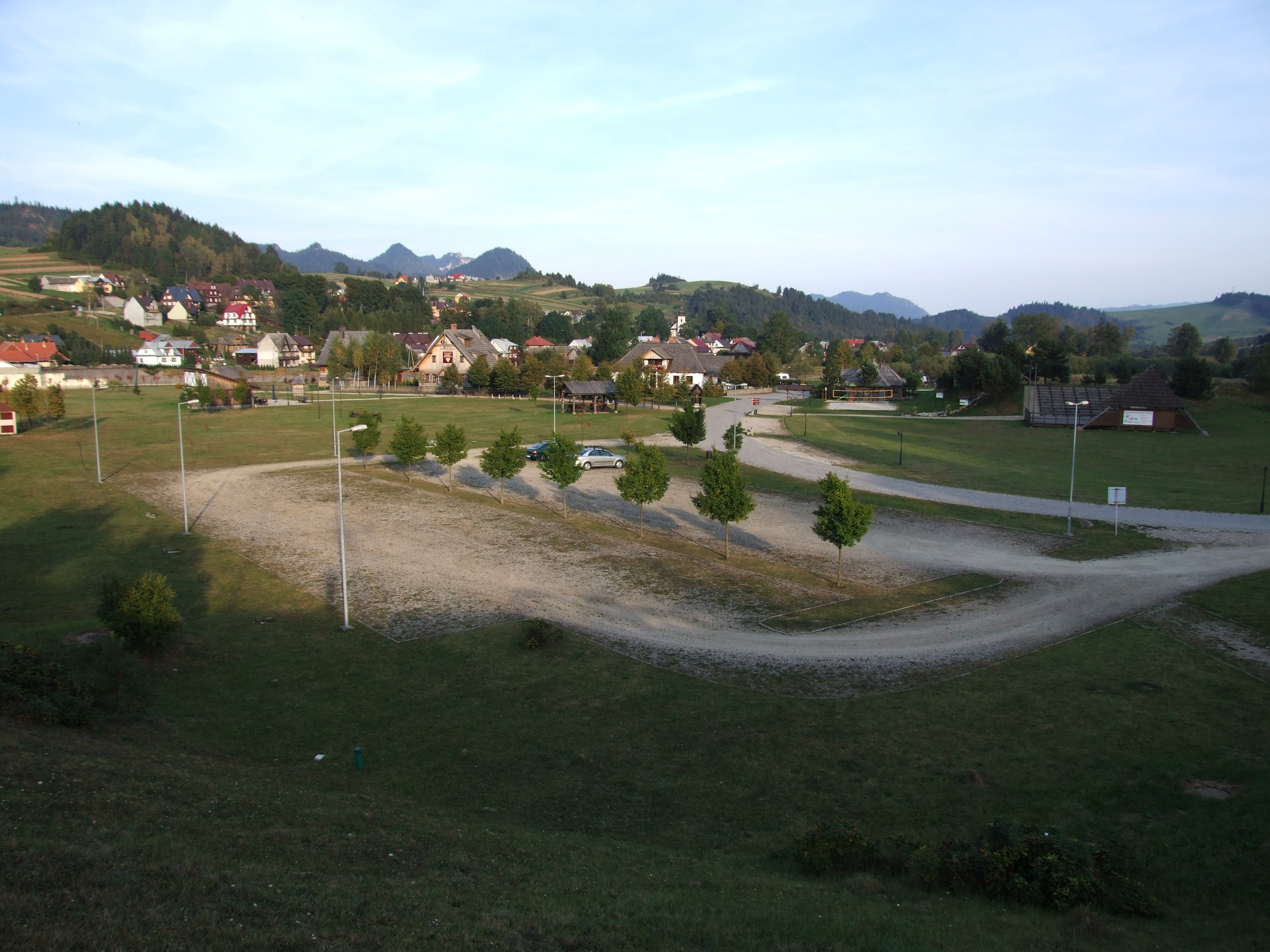
Polana Sosny i widok na Pieniny

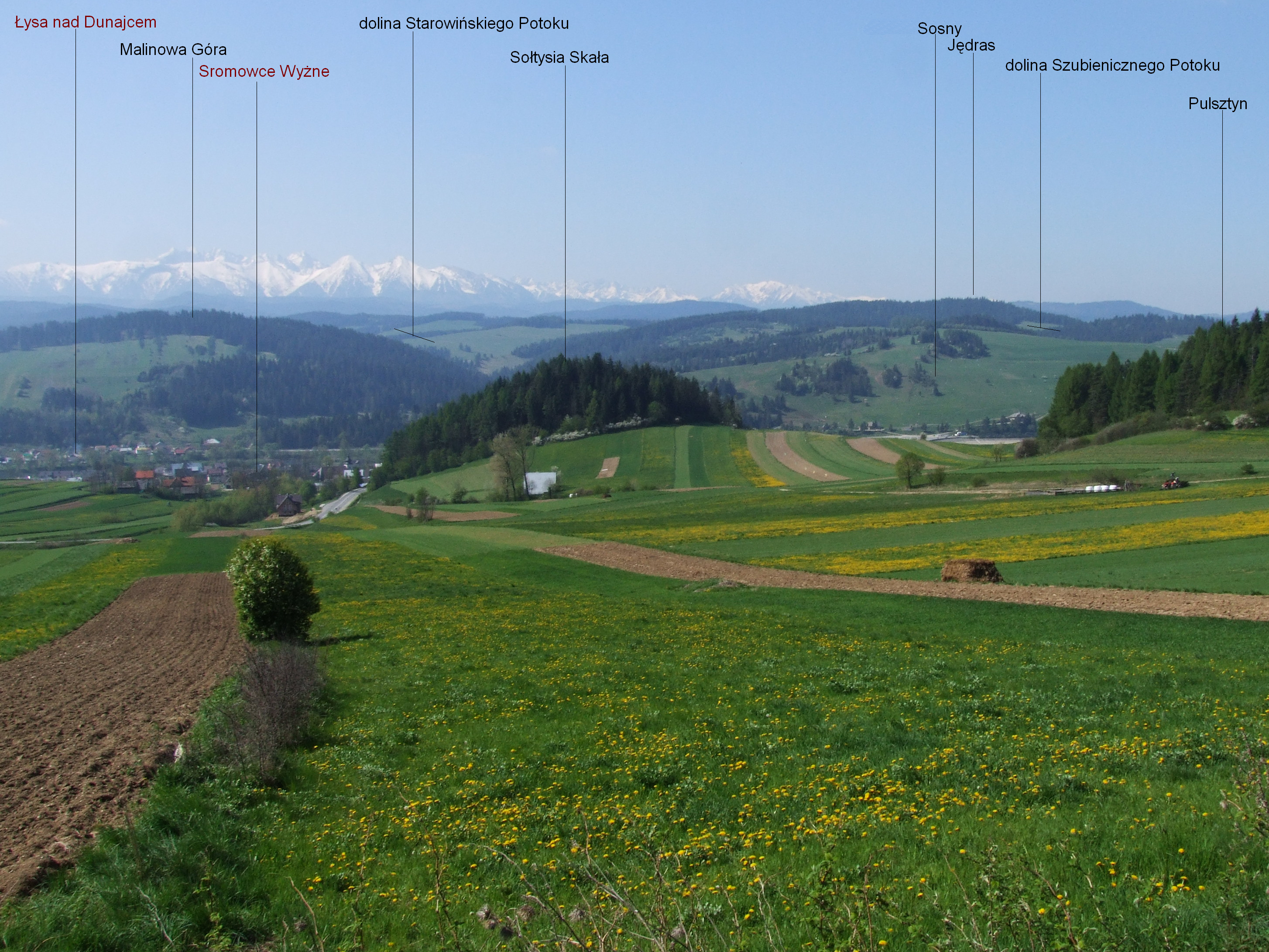
Widok z szosy Krośnica – Sromowce Wyżne

Polana Sosny – polana w Niedzicy w województwie małopolskim, w powiecie nowotarskim, w gminie Łapsze Niżne. Znajduje się w północnym zakończeniu grzbietu, który od Frankowskiej Góry (858 m) odchodzi w północnym kierunku do doliny Dunajca. Grzbiet ten oddziela dolinę Kacwinianki od doliny Starowińskiego Potoku i kolejno z południa na północ znajdują się w nim: Serwoniec (787 m), Majowa Góra (741 m), Jędras (709 m) i Polana Sosny (630 m). Północno-wschodni stok Polany Sosny opada do Jeziora Sromowskiego.
Na Polanie sosny wybudowano osadę turystyczną z polem namiotowym, restauracją w dawnym dworze przeniesionym tutaj z Grywałdu, dwa pensjonaty oraz przystań wodną z wypożyczalnią i parking. Zimą na stoku Sosny działają wyciągi narciarskie, wypożyczalnia sprzętu i czynne są dwa bufety. Cała ta osada należy do spółki Zespół Zbiorników Wodnych „Niedzica”, a jej projektantami byli Stanisław Karpiel i Zenon Remi.
Od południowej strony Polany Sosny, za szosą i Starowińskim Potokiem wznosi się częściowo tylko zalesiony od tej strony stok Malinowej Góry (632 m).